# Georgette Berger
Georgette Berger (Marcinelle, 22 febbraio 1901 – 26 febbraio 1986) è stata una modella belga, moglie del pittore René Magritte.
Georgette Berger nacque a Marcinelle, nel 1901, figlia di un macellaio, Florent Josef Berger e di Léa Payot.
Lei e il suo futuro marito René Magritte si incontrarono adolescenti nel 1913 alla fiera annuale di Charleroi. Nel 1914 scoppiò la prima guerra mondiale e Magritte nel 1915 andò a vivere a Bruxelles per studiare Accademia Reale di belle arti.
La Berger nel dopoguerra incontrò nuovamente Magritte nel Giardino Botanico a Bruxelles nel 1920. Si fidanzarono e successivamente si sposarono, nell'autunno del 1923.
La Berger divenne la principale musa ispiratrice del marito. La sua figura è presente in numerosi quadri, abbozzi e fotografie dell'artista belga .

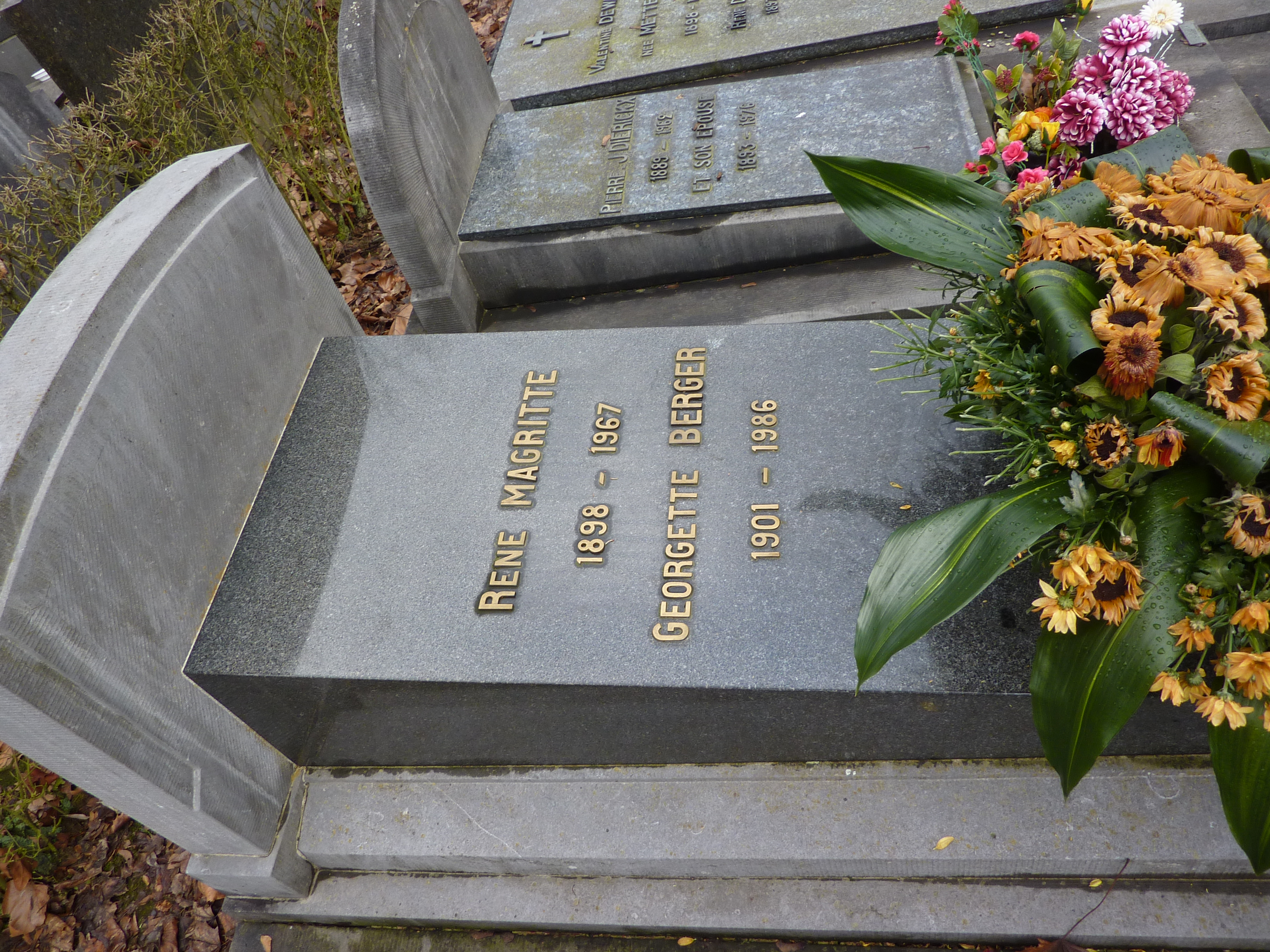
La tomba di Magritte e della moglie Georgette nel Cimitero di Schaerbeek

Berger morì nel 1986, quattro giorni dopo aver compiuto 85 anni, e venne sepolta nel cimitero di Schaerbeek accanto al marito .

## Opere in cui è ritratta
- Georgette Magritte studio per un Poster (1934)
- La magia nera (1936) - Galerie Brusberg Berlin, Berlino
- Ritratto di Georgette Magritte (1944)
- La magia nera (1945)